# Nécropoles de La Nava
Les nécropoles de La Nava font référence à deux sites funéraires préhistoriques et à deux villages ibériques situés à La Nava, une partie de la commune de Castielfabib (comarque de Rincón de Ademuz) dans la province de Valence,.

## Localisation
La Nava de Castielfabib est située au nord-ouest de la ville, à 1 225 m, près du col El Hontanar (1 302 m) et du village d' Arroyo Cerezo.
La vallée de La Nava est située entre deux collines, La Morrita et La Garita :

« [met en évidence] la colline de La Morrita, qui est à notre gauche, qui est au nord-ouest, et celle de La Garita, qui est à notre droite, qui est au sud-est. Au pied des deux collines se trouvent des champs de culture. La Morrita est un monticule de hauteur moyenne, en forme de cône tronqué, avec le versant oriental en terrasses et d'abondantes parcelles de broussailles, d'ajoncs et de romarins sur les anciennes zones de travail, tandis que le versant ouest semble entièrement couvert de pins et d'autres arbres communs à cette zone, genévriers, genévriers....
La Nava de Castielfabib : Lieu d'intérêt archéologique et paysager, Alfredo Sánchez Garzón »

La zone nord-ouest de la zone est entourée de deux ravins : la Palomareja et la Canaleja, qui drainent les zones adjacentes à la Muela del Royo et les pentes orientales de la Cruz de los Tres Reinos (es) : La partie centrale de La Nava correspond à un large ravin où se trouvent actuellement les fermes. Le terrain est de couleur noirâtre à cause de la matière organique en décomposition très abondant compte tenu de l'humidité, car il s'agit d'une zone endoréique avec des problèmes de drainage évidents.

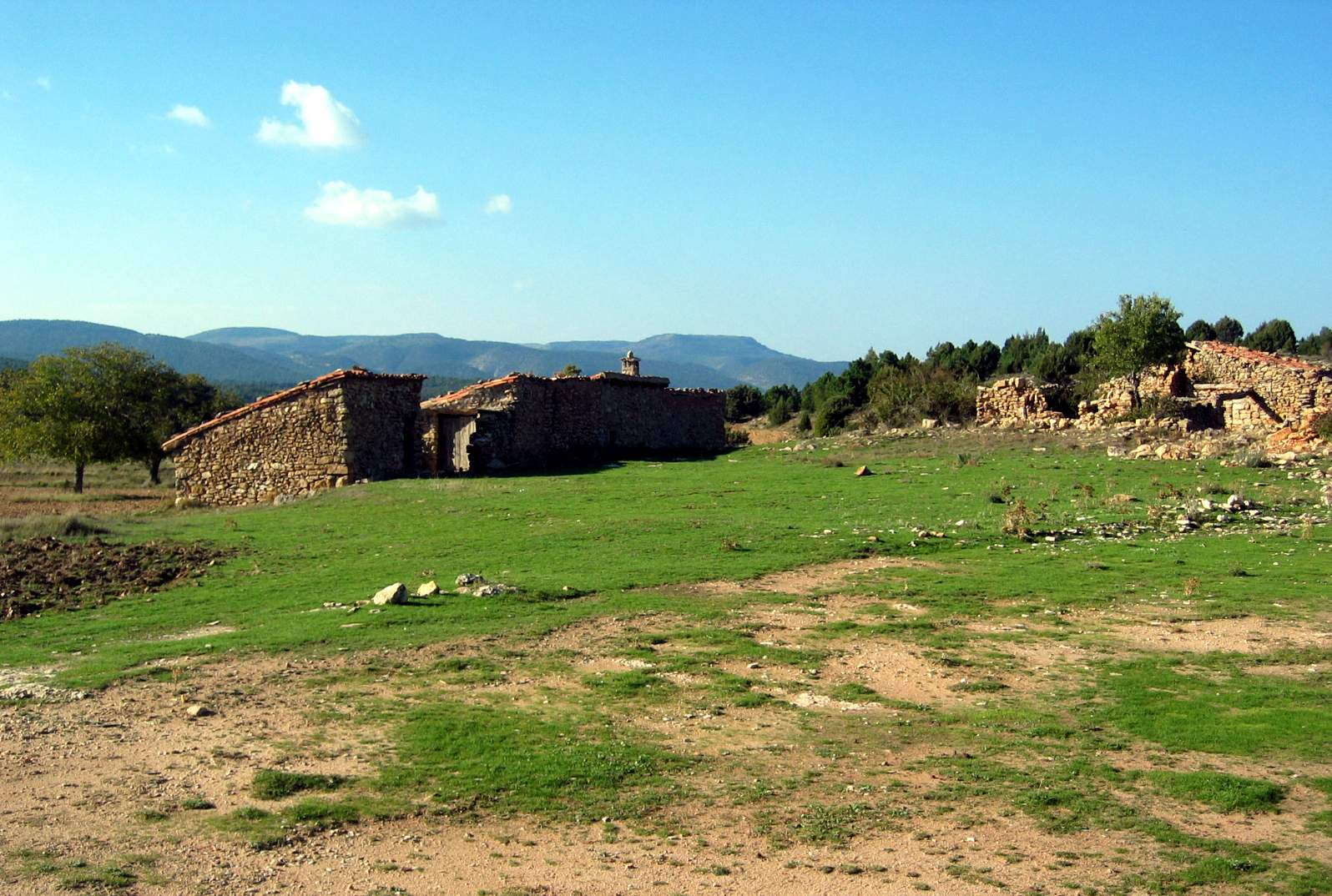
Corrales de La Nava.

Dans la partie inférieure (est) de la vallée se trouve un groupe de bâtiments connus sous le nom de Corrales de la Nava (es), constitués d'une quinzaine de bâtiments, pour la plupart des corrals, dont certains sont encore utilisés pour garder le bétail, bien que la plupart soient abandonnés et en mauvais état. Ces bâtiments servaient autrefois de logements temporaires, puisqu'ils étaient occupés par les propriétaires et/ou les ouvriers pour des travaux saisonniers (étant donné qu'il s'agit d'une zone de grande production céréalière et animale ) : le travail du sol, les semailles, la fauche et le battage, étant également utilisé par les bergers qui y gardaient leur bétail.

## Archéologie
En plus d'un paysage de grande valeur, La Nava présente un intérêt archéologique, étant donné que le site est situé dans la Liste des nécropoles ibériques valenciennes , puisque les prospections réalisées dans la zone ont révélé deux sites funéraires préhistoriques et deux villages ou oppidums ibériques :

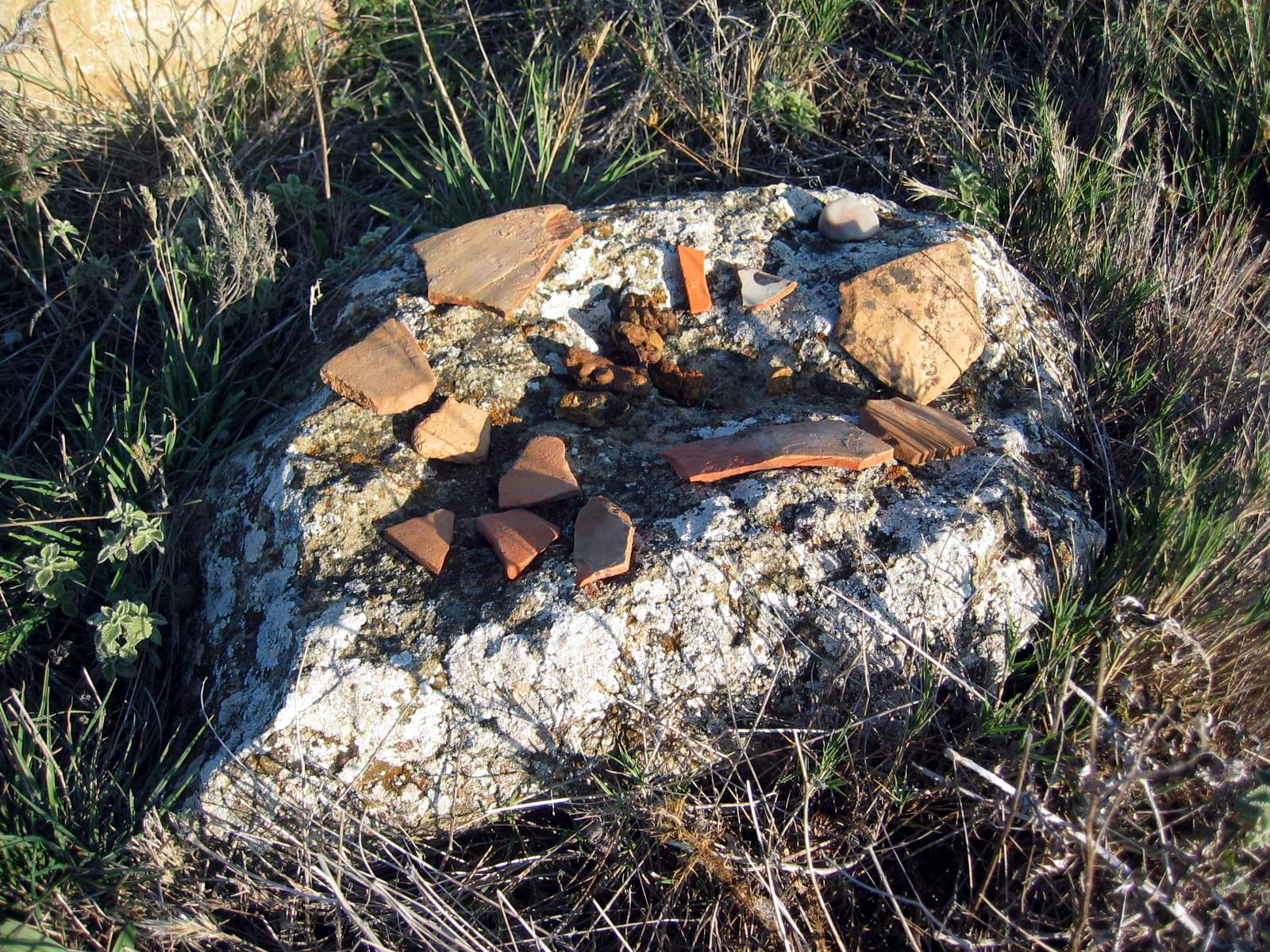
Céramiques en surface sur la colline Morita de La Nava.

- Nécropole de l'Ombrie : située sur le versant nord de la colline La Garita (toponyme qui fait allusion à l'existence d'une cabane ou d'une tourelle, qui pourrait être liée aux vestiges d'une ville médiévale au sommet). Dans cette nécropole, trois prospections ont été réalisées (A, B et C) avec des orientations différentes, bien que des vestiges archéologiques n'aient été trouvés que dans le secteur B et C : fragments de céramique, fusaïoles et petits fragments d'os calcinés, petits fragments de céramique artisanale et un fragment ibérique décoré. Du secteur B se détachent quatre fusaïoles bitroncoconiques allongées, l'une d'elles avec décoration, et une pièce en cuivre ou en bronze à section carrée et à extrémités pointues.
- Nécropole des Corrales : situé à côté des corrals, un ensemble de bâtiments ruraux destinés à l'abri du bétail et à l'hébergement temporaire des ouvriers qui travaillaient dans la région. Dans le secteur nord des corrals, plusieurs tombes de structure rectangulaire ont été trouvées, avec des murs en pierre sculptée. Un seul a été fouillé, appelé Tombeau I, qui, en raison de l'érosion, était pratiquement exposé aux éléments :

« Il s'agit d'un tombeau de crémation typique du monde ibérique, dans lequel les cendres du défunt, préalablement incinérées dans le bûcher funéraire ou ustrinum, sont placées dans deux urnes ventrues aux bords tournés, qui ont été placées dans une cavité dans la roche calcaire basal, partiellement rempli de sédiments correspondant à un ancien habitat de l'âge du bronze valencien, dans lequel il s'est enfoncé suffisamment profondément pour les placer. La protection des urnes et leur délimitation ont été réalisées à travers la construction d'une enceinte rectangulaire de 2,40 m en longueur sur le côté conservé dans son intégralité, le côté N (nord).
La Nava (Castielfabib. Rincón de Ademuz. Valencia) : Village ibérique , José Aparicio Pérez »

Le changement du rite funéraire dans le monde préhistorique (de l'inhumation à la crémation) : il ne s'est produit qu'au premier âge du fer et à l'ère ibérique (a dû être progressif, sous l'influence de la culture des champs d'urnes, et à l'adoption de nouveaux principes religieux.
Concernant les matériaux trouvés dans la tombe susmentionnée : Urne bitroncoconique à bord droit, petite urne à base concave, et autres matériaux : Ensemble de boucles d'oreilles, morceau de barre de cuivre ou de bronze, fragment de céramique ibérique superficielle, dite bec de canard bord et des morceaux de silex.

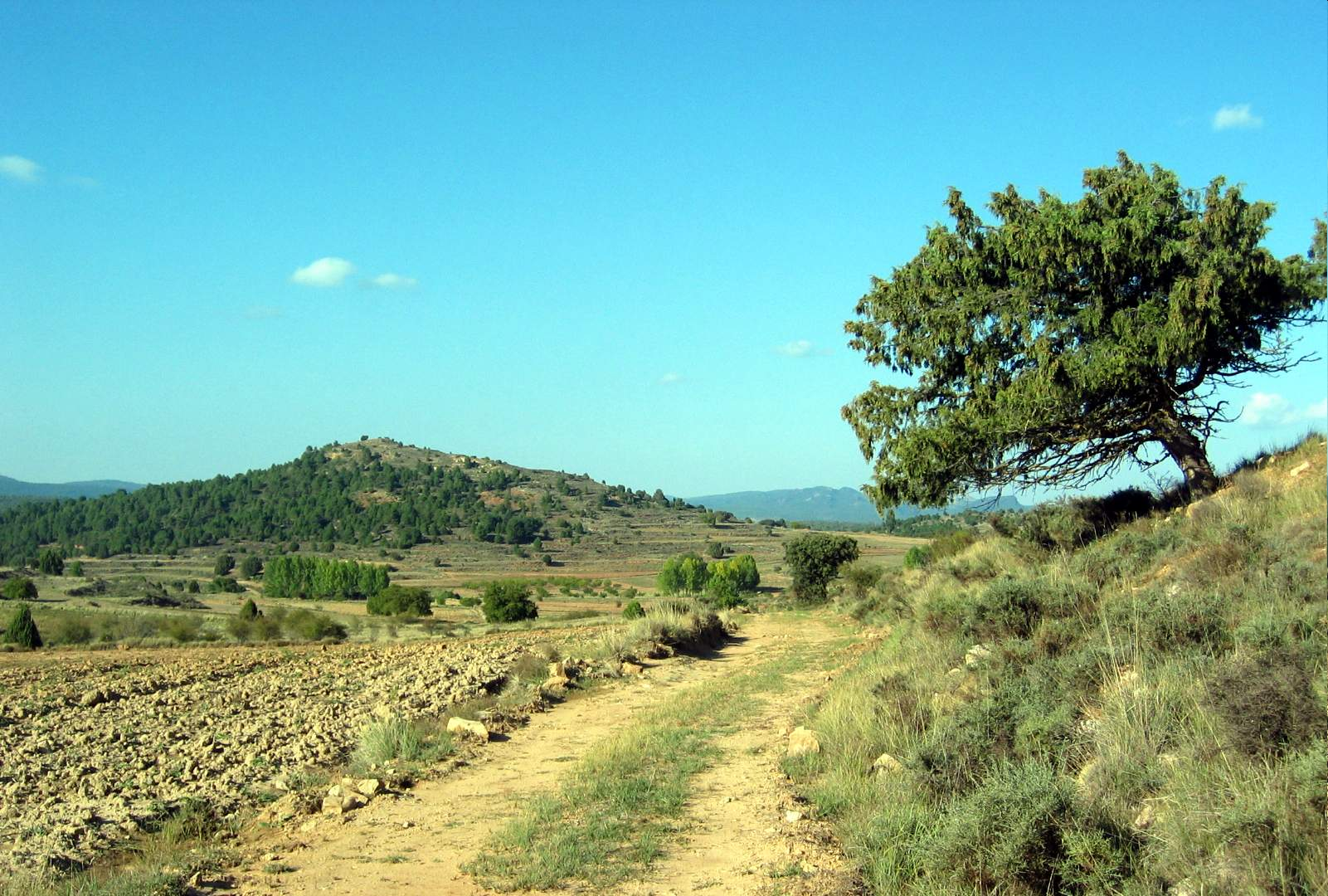
Colline de La Morrita.

- Villages ibériques : la présence des deux nécropoles (La Umbría et Los Corrales) a fait réfléchir les archéologues à l'existence d'une ville ou d'un village à proximité, découverte qui a eu lieu sur la colline La Morrita, situé à environ 500 m de la nécropole de l'UOmbrie et à environ 300 m de la nécropole de Corrales. L'endroit est approprié pour une colonie, étant donné qu'il se trouve dans une position élevée et est facilement défendable : deux colonies contemporaines ont été découvertes, l'une au sommet de la colline, entourée d'un puissant appareil défensif avec un large mur d'enceinte haut, et un autre à flanc de colline, apparemment sans défense appréciable. L'habitat n'a jamais été fouillé, mais les matériaux de surface trouvés : Céramiques artisanales du premier âge du fer et céramiques ibériques qui ont permis de dater l'habitat de La Morrita des VIIe et IVe siècles av. J.-C.. Cependant, ni la ville médiévale de La Garita ni les Ibères de la colline La Morrita n'ont été fouillés.